# Episodi di Bleach (tredicesima stagione)

Eyecatch di Bleach durante la tredicesima stagione

La tredicesima stagione dell'anime Bleach si intitola saga della storia alternativa delle Zanpakutō (BLEACH 斬魄刀異聞篇?, Burīchi: Zanpakutō ibun hen) ed è composta dagli episodi che vanno dal 230 al 265, in cui sono narrati eventi non presenti nel manga omonimo di Tite Kubo. La regia delle puntate è a cura di Noriyuki Abe e sono prodotte da TV Tokyo, Dentsu e Pierrot. La trama è incentrata sulla presa di coscienza degli spiriti delle zanpakutō ed il loro confronto con gli Shinigami. La tredicesima stagione è stata trasmessa in Giappone dal 28 luglio 2009 al 6 aprile 2010 su TV Tokyo. L'edizione italiana è stata pubblicata su Prime Video il 25 aprile 2022.
La tredicesima stagione di Bleach utilizza cinque sigle: due di apertura, Shōjo S delle SCANDAL (episodi 230-242) e Anima rossa dei Porno Graffitti (episodi 243-265), e tre di chiusura, Mad Surfer di Kenichi Asai (episodi 230-242), Sakurabito dei SunSet Swish  (episodi 243-255) e Tabidatsu kimi e degli RSP. (episodi 256-265).

## Lista episodi
| Nº  | Titolo italiano Giapponese 「Kanji」 - Rōmaji | In onda           | In onda        |
| Nº  | Titolo italiano Giapponese 「Kanji」 - Rōmaji | Giapponese        | Italiano       |
| 230 | Un nuovo nemico! La materializzazione delle Zanpakuto! 「新たなる敵！斬魄刀実体化」 - Arata naru teki! Zanpakutō jittai-ka | 28 luglio 2009    | 25 aprile 2022 |
| 230 | Un uomo misterioso informa un gruppo di strani esseri che è giunto il momento di agire. Ichigo Kurosaki si risveglia nella dimensione di Zangetsu e riceve un avvertimento su quello che sta per succedere. Intanto nel Seireitei, I capitani ed i luogotenenti del Gotei 13 iniziano ad avvertire il distaccamento delle loro Zanpakutō, ma non ne comprendono il motivo. Al calar della notte, un gruppo di ryoka tenta di infiltrarsi nella dimora di Genryusai Shigekuni Yamamoto. Yamamoto e Sasakibe affrontano gli intrusi ma rimangono interdetti da quello che vedono. Più tardi, il capitano comandante ordina ai suoi subordinati di radunarsi presso la collina del Soukyoku. Al loro arrivo trovano sul luogo l'uomo misterioso, che si fa chiamare Muramasa. Sajin Komamura attacca l'intruso con Tenken ma invece di colpire Muramasa, Tenken si rivolge contro il suo padrone. Riapparso in forma umana, Tenken abbatte Komamura. Gli altri Shinigami si apprestano ad attaccare ma si trovano incapaci di rilasciare le loro Zanpakutō. Le armi prendono allora forma umana e si affiancano a Muramasa, che afferma che le loro spade li hanno rinnegati e dichiara loro guerra. |                   |                |
| 231 | Byakuya, svanito con i ciliegi 「白哉、桜と共に消ゆ」 - Byakuya, sakura totomo ni shō yu | 4 agosto 2009     | 25 aprile 2022 |
| 231 | Ichigo trova Rukia ferita nel mondo dei vivi, e viene attaccato dalla sua Zanpakutō, Sode no Shirayuki. Sode no Shirayuki si ritira e Ichigo porta Rukia al negozio di Urahara, dove rivela che le Zanpakutō hanno attaccato i capitani, e che apparentemente Byakuya è stato sconfitto da Senbonzakura. Gli Shinigami si riuniscono nel quartier generale della 4ª Divisione nel tentativo di riorganizzare le loro difese e conoscere meglio i loro avversari. Intanto Urahara decide di provare a catturare una Zanpakutō. Nel pieno della notte, Rukia esce per recarsi nella Soul Society, apparentemente in cerca del fratello Byakuya, e Ichigo la segue. |                   |                |
| 232 | Sode no Shirayuki vs Rukia! Un animo turbato 「袖白雪vsルキア！心の惑い」 - Sode no Shirayuki VS Rukia! Kokoro no madoi | 11 agosto 2009    | 25 aprile 2022 |
| 232 | Rukia si reca al quartier generale della Sesta Divisione e si unisce a Renji, tuttavia, le condizioni di Byakuya rimangono ignote. Ichigo e Yoriuchi giungono alla Soul Society e si dividono in cerca di indizi. Rukia si reca presso l'abitazione dei Kuchiki e vi trova Sode no Shirayuki intenta a congelare degli Shinigami. La ragazza prova a ragionare con la Zanpakutō, ma Sode no Shirayuki esige la sua libertà. A seguito di una feroce battaglia, Rukia viene sconfitta, ma prima che venga congelata, interviene Ichigo in suo aiuto. Purtroppo anch'egli viene sconfitto dalla Zanpakutō. Usando il kidō per legare Sode no Shirayuki a sé stessa, Rukia decide di sacrificare entrambe per dimostrare che l'una non potrebbe vivere senza l'altra. L'esplosione risultante ferisce gravemente Rukia. Sode no Shirayuki cambia allora idea e cerca di riunirsi alla sua padrona, ma sopraggiunge Muramasa che glielo impedisce. Quest'ultimo si presenta ad Ichigo ed afferma di essere egli stesso una Zanpakutō. |                   |                |
| 233 | Zangetsu nemico 「敵となった斬月」 - Teki to natta Zangetsu | 18 agosto 2009    | 25 aprile 2022 |
| 233 | Muramasa manda via Sode no Shirayuki, e Ichigo gli domanda il motivo per il quale vuole che le Zanpakutō ottengano l'indipendenza dagli Shinigami. Nonostante non risponda alla domanda, Muramasa spiega che le Zanpakutō hanno la capacità di separarsi dai propri padroni nonostante esse siano parte della loro stessa anima. Ichigo si rifiuta di accettare questo concetto e lo attacca. Muramasa usa delle illusioni per sopraffare Ichigo e, una volta immobilizzatolo, estrae Zangetsu da lui. Appena quest'ultimo si manifesta, attacca immediatamente Ichigo. Intanto, Mayuri conduce degli esperimenti su sé stesso per meglio comprendere le manifestazioni delle Zanpakutō. Quando sembra che Zangetsu abbia sconfitto Ichigo, questo si trasforma in Hollow e riesce da prima a rispondere agli attacchi e poi, trasformatosi ulteriormente, a sconfiggere l'avversario. Muramasa tenta allora un attacco a sorpresa su Ichigo che si rigenera immediatamente. Prima che possa rispondere all'attacco tuttavia, lo Shinigami riprende la sua forma umana e cade svenuto. |                   |                |
| 234 | Renji in preda allo shock?! Le due Zabimaru 「恋次驚愕!? 2人の蛇尾丸」 - Renji kyōgaku!? Futari no Zabimaru | 25 agosto 2009    | 25 aprile 2022 |
| 234 | Rukia viene salvata da alcuni membri della Quarta Divisione e viene portata via per essere curata. Mentre Hisagi ed i suoi uomini pattugliano il Seireitei vengono attaccati dal sadico spirito di Kazeshini. Intanto Renji setaccia le rovine in cerca di indizi circa l'ubicazione di Byakuya, scomparso dopo essere stato attaccato da Senbonzakura. Invece del suo capitano egli incontra Zabimaru nella sua doppia forma umanoide di babbuino e serpente che, non avendo intenzione di tornare dal suo padrone, lo attacca. Ichigo si risveglia nella dimensione di Zangetsu ma invece della personificazione della sua Zanpakutō vi trova Muramasa che lo assale. Il suo avversario immobilizza Ichigo ed estrae dal suo corpo la sua forma Hollow, alla quale ha cominciato ad interessarsi, ed usando i suoi poteri la blocca. Pensando di averla sotto controllo, Muramasa si avvicina alla forma Hollow che tuttavia stava solamente fingendo di essere immobilizzata e parte all'attacco del suo avversario. |                   |                |
| 235 | Scontro violento! Hisagi vs. Kazeshini 「激突！檜佐木vs風死」 - Gekitotsu! Hisagi vs Kazeshini | 1º settembre 2009 | 25 aprile 2022 |
| 235 | Kyoraku e Ukitake discutono della possibilità che sconfiggere gli spiriti delle Zanpakutō possa distruggere le Zanpakutō stesse. Renji continua a battersi con Zabimaru, che lo sbeffeggia per la sua debolezza. Hisagi combatte contro Kazeshini e, disgustato dalla sua mancanza di rispetto per la vita, si prepara ad ucciderlo persino se questo significasse perdere la sua arma. L'Hollow interno di Ichigo si batte con Muramasa che usa i suoi poteri per imprigionarlo. Ichigo ingaggia dunque battaglia, dichiarando che il suo Hollow interno è comunque parte di lui. Lo Shinigami riesce ad espellere Muramasa dalla sua mente e continua il combattimento al di fuori di essa. Quando Zabimaru minaccia di uccidere Rukia, Renji riprende il controllo, e riesce ad attivare lo Shikai di Zabimaru. |                   |                |
| 236 | Il rilascio della nuova Getsuga Tensho! 「放て！新たなる月牙天衝」 - Hanate! Arata naru Getsuga Tenshō | 8 settembre 2009  | 25 aprile 2022 |
| 236 | Hisagi rimane ferito in seguito ad un attacco a sorpresa di Kazeshini, ma Izuru interviene in suo aiuto e, usando il kidō, intrappola Kazehini in modo che i due riescano a fuggire. Il combattimento di Renji con Zabimaru prosegue, questi ultimi prendono il vantaggio dello scontro essendo in grado di utilizzare il Bankai, al contrario dello Shinigami. Renji convince i suoi avversari a prendere in mano la sua spada solo per distruggerla col kidō e, lanciandone i pezzi con l'Higa Zekko, li abbatte. Ichigo si batte con Zangetsu, del quale fa fatica a contrastare il Bankai. Lo Shinigami usa un nuovo Getsuga Tenshō in combinazione col suo Hollow interiore che sconfigge Zangetsu e costringe Muramasa alla ritirata. Zangetsu rivela dunque che Muramasa sta usando una particolare tecnica per risvegliare gli istinti delle Zanpakutō in modo da assumerne il controllo. |                   |                |
| 237 | Sui Feng, circonda le Zanpakuto! 「砕蜂、斬魄刀を包囲せよ」 - Soi Fon, zanpakutō o hōi seyo | 15 settembre 2009 | 25 aprile 2022 |
| 237 | Ichigo riferisce quanto ha scoperto su Muramasa ad Ukitake, Shunsui e Unohana. Per scoprire gli effetti che Muramasa ha sulle Zanpakutō, Ichigo e Ikkaku pattugliano il Seiretei. Intanto, qualcuno fa irruzione in un complesso e mette fuori combattimento gli Shinigami di guardia. Ōmaeda e i suoi trovano le guardie svenute e si mettono ad indagare, il che li porta ad incontrare lo spirito della sua Zanpakutō, Gegetsuburi e Hozukimaru. Ōmaeda e Gegetsuburi stanno per battersi quando Ichigo e Ikkaku li interrompono. Ōmaeda viene sostituito da Ichigo, che si batte con Gegetsuburi, mentre Ikkaku affronta Hozukimaru. Ichigo sconfigge Gegetsuburi ma Ikkaku viene ferito dal Bankai di Hozukimaru. In quel momento sopraggiungono Ukitake, Shunsui, Soifon e le sue Squadre Speciali che circondano Hozukimaru, tuttavia questi usa il suo Bankai per fuggire. Ciononostante, gli Shinigami riescono a catturare Gegetsuburi. Ichigo insegue Hozukimaru, ma i petali di Senbonzakura bloccano il cammino dello Shinigami e consentono allo spirito di fuggire. Ichigo scopre che l'attacco è stato sferrato dalla mano di Byakuya, che scompare.                              |                   |                |
| 238 | Amicizia oppure odio? Haineko e Tobiume 「友情？嫌悪？灰猫＆飛梅」 - Yūjō? Keno? Haineko & Tobiume | 22 settembre 2009 | 25 aprile 2022 |
| 238 | Ichigo continua a cercare Byakuya e si imbatte negli spiriti di Tobiume e Haineko, che sono in cerca di Hyorinmaru. Momo e Rangiku sopraggiungono per battersi con le loro Zanpakutō, mentre Ichigo prosegue la ricerca. Momo usa un incantesimo di kidō per lanciare Tobiume addosso ad Haineko, causando un litigio tra le due. Ichigo incontra Hyorinmaru, che non riesce a ricordare né il suo nome né quello del suo padrone. Lo spirito tenta di congelare lo Shinigami per scappare, ma Toshiro gli si para davanti. Altrove, Muramasa uccide un gran numero di Hollow, inclusi diversi Menos Grandes. |                   |                |
| 239 | Svegliati, Hyorinmaru! La dura lotta di Hitsugaya 「目覚めよ氷輪丸！日番谷激闘」 - Mezameyo Hyōrinmaru! Hitsugaya gekitou | 29 settembre 2009 | 25 aprile 2022 |
| 239 | Ichigo è ancora intrappolato nella prigione di ghiaccio di Hyorinmaru mentre quest'ultimo e Toshiro si affrontano. Intanto, Momo e Rangiku si battono con le loro Zanpakutō nella foresta e finalmente riescono a sopraffarle tramite l'uso del kidō. Quando Hyorinmaru e Toshiro iniziano a combattere, Toshiro prova ad imprigionare il suo avversario ma rimane sgomento quando questi rompe il sigillo senza sforzo. Mentre il loro combattimento prosegue, il tremendo potere di Hyorinmaru fa diventare l'intero cielo sopra la Soul Society nero. |                   |                |
| 240 | Byakuya il traditore 「裏切りの白哉」 - Uragiri no Byakuya | 6 ottobre 2009    | 25 aprile 2022 |
| 240 | Mayuri conduce degli esperimenti su Gegetsuburi, e scopre che le Zanpakutō ritornano sotto il controllo dei rispettivi padroni solo se vengono sconfitte da questi ultimi. Momo e Rangiku rimandano le loro Zanpakutō agli alloggi della Quarta Divisione, ma il carro che le trasporta viene attaccato. Ichigo si incontra con Momo e Rangiku, per poi raggiungere Muramasa, che sta incontrando difficoltà ad usare i suoi poteri nel suo stato attuale. Ichigo si batte con Senbonzakura, e prende il controllo dello scontro prima che arrivi Byakuya, che rivela di essersi unito a Muramasa ed attacca Ichigo. |                   |                |
| 241 | Per l'onore! Byakuya vs Renji 「誇りのために！白哉VS恋次」 - Hokori no tame ni! Byakuya VS Renji | 13 ottobre 2009   | 25 aprile 2022 |
| 241 | Gli Shinigami discutono del tradimento di Byakuya, e del fatto che se una Zanpakutō viene sconfitta da qualcuno che non sia il suo padrone, diventa inutilizzabile. Byakuya fa ritorno al rifugio delle Zanpakutō, e dà prova della sua lealtà sconfiggendo ed apparentemente uccidendo Sode no Shirayuki, rendendola inutilizzabile per Rukia. Quest'ultima, assieme a Renji cerca indizi nell'ufficio di Byakuya, ma questi arriva sul posto assieme a Senbonzakura, e le consegna i resti della sua spada. Zabimaru sopraggiunge per aiutare Renji nel combattimento con Byakuya e Senbonzakura, ma i due vengono comunque sconfitti. Improvvisamente appaiono sul luogo numerose Zanpakutō, tra cui Tenken, Hozukimaru, Wabisuke, Ruri'iro Kujaku e Gonryomaru. Gli Shinigami della Seconda Divisione circondano gli avversari e i padroni delle spade affrontano le rispettive Zanpakutō, mentre Ichigo si prepara allo scontro con Byakuya. |                   |                |
| 242 | L'assalto generale di Shinigami e Zanpakuto 「死神＆斬魄刀、総出撃」 - Shinigami & zanpakutō, soudegeki | 20 ottobre 2009   | 25 aprile 2022 |
| 242 | Ichigo si appresta ad affrontare Byakuya, ma Senbonzakura lo intercetta. I due cominciano a battersi usando i rispettivi Bankai, mentre Renji e Zabimaru impediscono a Byakuya di fuggire. Izuru ingaggia in battaglia Kazeshini, ipotizzando che la sua personalità sia basata sugli impulsi negativi repressi di Hisagi. Soifon si batte con Gonryomaru e Tenken contemporaneamente, ma viene sorpresa da un attacco fumogeno. Yumichika affronta Ruri'iro Kujaku, e comincia a scambiarsi insulti col suo avversario, mentre Ikkaku si batte con Hozukimaru. Nonostante quest'ultimo utilizzi il suo Bankai, Ikkaku riesce prima ad infrangerlo con una serie continua di attacchi, e poi a contrastare il suo attacco finale e a sconfiggerlo. I Vice-Capitani della Quarta e della Settima Divisione, Isane Kotetsu e Tetsuzaimon Iba, si apprestano ad assistere i feriti quando sopraggiunge Ashisogi Jizo. |                   |                |
| 243 | Scontro faccia a faccia! Ichigo contro Senbonzakura 「一騎打ち！一護VS千本桜」 - Ikkiuchi! Ichigo VS Senbonzakura | 27 ottobre 2009   | 25 aprile 2022 |
| 243 | Soifon si batte con Tengen e Gonryomaru e sembra avere il controllo dello scontro, tuttavia la sua Zanpakutō, Suzumebachi, arriva sul luogo e la attacca. Ruri'iro Kujaku prende il vantaggio nello scontro con Yumichika ed inizia ad usare la sua abilità speciale su di lui. Iba e Isane cercano di fuggire dallo scontro con Ashisogi Jizo, ma Tobiume e Haineko glielo impediscono e permettono ad Ashisogi Jizo di paralizzare le gambe di Isane. Sopraggiungono allora Rangiku e Momo per dare una mano ai loro compagni. Intanto Izuru con un sotterfugio riesce a catturare Kazeshini, ma viene subito attaccato dalla sua Zanpakutō, Wabisuke. Byakuya riesce a sconfiggere Renji e Zabimaru, mentre Ichigo si sta disperatamente battendo con Senbonzakura. In quel momento arriva il capitano Zaraki. |                   |                |
| 244 | Il lungo atteso ritorno in scena di Zaraki Kenpachi! 「満を持して…剣八登場！」 - Man o jishite...Kenpachi toujou! | 3 novembre 2009   | 25 aprile 2022 |
| 244 | Wabisuke sta per dare il colpo di grazia a Izuru, quando appare Kenpachi. La Zanpakutō cerca di colpire il capitano ma viene invece distrutta, rendendo Izuru incapace di utilizzare la sua spada. Appare allora anche Yachiru che racconta agli Shinigami che lei e Kenpachi erano andati a caccia di Hollow, e sono tornati solo ora. Senbonzakura comincia a battersi con Kenpachi ma viene sopraffatta dall'enorme potenza di quest'ultimo, la cui forza spirituale distrugge una grossa area attorno a loro. Byakuya si intromette nello scontro con Kenpachi e Senbonzakura riprende il suo duello con Ichigo. Intanto Yumichika si libera dalla presa di Ruri'iro Kujaku e lo sconfigge, riappropriandosi della sua arma. |                   |                |
| 245 | All'inseguimento di Byakuya! Caos tra le compagnie 「白哉を追え！混乱の護廷隊」 - Byakuya o oe! Konran no Gotei tai | 10 novembre 2009  | 25 aprile 2022 |
| 245 | Mentre Ichigo prosegue il suo duello con Senbonzakura, e Kenpachi si scontra con Byakuya, Ashisogi Jizo irrompe sul campo di battaglia e, usando il Bankai, diffonde il suo veleno, permettendo a Senbonzakura e Byakuya di fuggire. Yachiru insegue Ashisogi Jizo che viene catturato da Zaraki, cosicché Mayuri possa farlo esplodere, riacquistandone il controllo. Soifon incontra difficoltà nel colpire Suzumebachi, ma riesce tuttavia a sconfiggerla, ricevendo i complimenti di Yoruichi. Mentre Unohana inizia a curare coloro che sono stati colpiti dal veleno di Ashisogi Jizo, Yoruichi rivela ad Ichigo e ai capitani che è a conoscenza della posizione attuale del capitano comandante. Yamamoto è attualmente prigioniero delle Zanpakutō, in una barriera creata da Sogyo no Kotowari, Katen Kyokotsu e Minazuki. |                   |                |
| 246 | Missione speciale, liberare il comandante generale Yamamoto! 「特務！山本総隊長を救出せよ！」 - Tokumu! Yamamoto sō taichō o kyūshutsu seyo! | 17 novembre 2009  | 25 aprile 2022 |
| 246 | Gli Shinigami cominciano a formulare un piano per liberare Yamamoto, tenendo presente il livello elevato dei nemici che incontreranno. Intanto Kazeshini fa ritorno al rifugio delle Zanpakutō e cade a terra sfinito. Kenpachi, Ukitake, e Kyoraku si dirigono alla grotta mentre Yoruichi ed Ichigo entrano da un'altra parte. Nella grotta, Ukitake e Kyoraku incontrano le rispettive Zanpakutō, mentre Zaraki si trova davanti Tenken e Gonryomaru. Altrove, Ichigo e Yoruichi si imbattono in Haineko e Tobiume, che vengono entrambe sconfitte da Yoruichi. Minazuki conduce Ichigo da Kazeshini, il quale viene facilmente sopraffatto, rompendosi. Ichigo prosegue allora verso il luogo di prigionia del capitano comandante. |                   |                |
| 247 | Shinigami ingannati, la crisi che minaccia il mondo! 「騙された死神！世界崩壊の危機」 - Damasareta shinigami! Sekai hōkai no kiki | 24 novembre 2009  | 25 aprile 2022 |
| 247 | Muramasa si frappone tra Ichigo e Genryusai Yamamoto, e sprona lo Shinigami a rilasciare il suo Hollow interiore. Intanto, Yoruichi, Ukitake e Shunsui si rendono conto che c'è qualcosa che non va ed interrompono il loro combattimento. Avendo mandato le Zanpakutō a distrarre gli altri Shinigami, Muramasa inganna Ichigo e gli fa usare contro di lui il Getsuga Tenshō, deviandone la traiettoria ed indirizzandolo verso la barriera che intrappola Yamamoto, distruggendola. Una volta arrivati Yoruichi e gli altri, Muramasa rivela che Yamamoto si era rinchiuso da solo nella barriera per prevenire che gli venisse sottratta Ryūjin Jakka. Ottenuta quest'ultima Muramasa dichiara di non aver più bisogno delle altre Zanpakutō, attirando su di sé l'attacco di Katen Kyōkotsu e Sōgyo no Kotowari. Dopo aver distrutto facilmente i suoi assalitori con Ryūjin Jakka, Muramasa fugge. Il capitano comandante rivela allora agli altri Shinigami l'intenzione di Muramasa di distruggere le tredici Divisioni di Protezione usando la sua arma. |                   |                |
| 248 | Scontro finale! Il drago di ghiaccio e il drago di fuoco! 「氷の龍と炎の龍！最強対決！」 - kōri no ryū to honō no ryū! Saikyō taiketsu! | 1º dicembre 2009  | 25 aprile 2022 |
| 248 | Gli Shinigami vengono intrappolati dalle fiamme di Ryūjin Jakka ed ogni loro tentativo di liberarsi fallisce. Intanto Byakuya, Senbonzakura e Muramasa si dirigono verso la città di Karakura per distruggerla e per riprendersi il padrone di Muramasa, Koga. Giunto a Karakura, Muramasa incontra Orihime e sviene. Una volta rinvenuto, egli interroga Inoue circa la sua identità, ma in quel momento arrivano Ishida e Chad intenzionati a sconfiggere Muramasa. Intanto Ichigo continua a tentare la fuga, ottenendo solamente ingenti danni. Sopraggiungono allora Hitsugaya e Hyōrinmaru, i quali, utilizzando i loro Bankai, riescono ad estrarre Ichigo dalle fiamme. |                   |                |
| 249 | Il Bankai di Senbonzakura! Guerra nel mondo umano! 「千本桜卍解！現世の攻防」 - Senbonzakura bankai! Gensei no koubō | 8 dicembre 2009   | 25 aprile 2022 |
| 249 | Kenpachi prosegue il suo scontro con Tenken. Intanto Yoruichi riesce a superare in velocità Haineko e Tobiume e cerca di convincerle che Muramasa le ha tradite. Altrove Ukitake, Kyoraku, Hitsugaya e Hyōrinmaru concepiscono un piano per sconfiggere Ryūjin Jakka. A Karakura Uryu e Chad iniziano a battersi con Muramasa, ma questo riesce ad schivare tutti i loro attacchi e viene poi anche aiutato da Senbonzakura. Muramasa cerca di usare i suoi poteri su Chad, riuscendo a metterlo fuori combattimento, non essendo quest'ultimo uno Shinigami. Orihime chiede allora a Muramasa cosa lo spinga a fare tutto questo ed egli le rivela che a spingerlo è la solitudine. Mentre Muramasa cerca di fuggire per andare a liberare Koga, sopraggiunge Rukia. Intanto il combattimento tra Uryu e Senbonzakura prosegue e il Quincy riesce a colpire il suo avversario con Seele Schneider. Muramasa riesce nel frattempo a liberare Koga quando arriva sul posto Ichigo. |                   |                |
| 250 | Quell'uomo, per il clan Kuchiki 「その男・朽木家ゆえに」 - Sono otoko・Kuchiki-ke yue ni | 15 dicembre 2009  | 25 aprile 2022 |
| 250 | Molti secoli prima dell'arrivo di Muramasa a Karakura, Koga faceva parte del Clan Kuchiki, in quanto genero di Ginrei Kuchiki, e si vantava delle abilità della sua Zanpakutō. Durante una rivolta di Shinigami, che aiuta a domare, il comportamento di Koga genera sospetto fra i suoi compagni. Questi ultimi mandano degli uomini ad assalire Koga che li respinge uccidendoli, e che viene di conseguenza imprigionato. Nel presente Koga si risveglia e, dopo aver respinto Ichigo e Rukia, trafigge senza preavviso Muramasa. |                   |                |
| 251 | Una storia oscura! La nascita del peggior Shinigami 「闇の歴史！最凶の死神、誕生」 - Yami no rekishi! Saikyō no shinigami, tanjō | 22 dicembre 2009  | 25 aprile 2022 |
| 251 | Ancora nel passato, Koga si vendica di coloro che lo avevano incastrato uccidendoli e, dopo essersi confrontato con Ginrei, prosegue nella sua serie di uccisioni nei confronti di chiunque egli ritenga un nemico. Muramasa cerca di calmare Koga, ma col tempo lo spirito non riesce più a farsi sentire dal suo padrone. Koga viene infine sconfitto e sigillato da Ginrei e Yamamoto. Nel presente, Muramasa chiede a Koga perché lo abbia colpito e Koga gli risponde che le Zanpakutō sono solo meri strumenti al servizio dei loro possessori. Prima che l'uomo riesca a finire Muramasa interviene Byakuya, dicendo che egli non è più degno di essere chiamato Shinigami. |                   |                |
| 252 | Byakuya e la verità dietro il tradimento 「白哉、裏切りに隠された真実」 - Byakuya, uragiri ni kakusareta shinjitsu | 5 gennaio 2010    | 25 aprile 2022 |
| 252 | Senbonzakura rivela che Byakuya ha giurato di uccidere Koga e che sta cercando un modo per liberarlo. Intanto Muramasa si offre di donare i suoi poteri a Koga, ma questi si rifiuta, dicendo di non avere bisogno del suo aiuto. Byakuya e Koga iniziano allora a battersi, e quest'ultimo prende il vantaggio dello scontro confondendo i sensi del suo avversario. Tuttavia, grazie a Senbonzakura, Byakuya si riprende e riesce ad attivare la modalità senkei del suo Bankai. Mentre Byakuya fa notare a Koga che il suo più grande errore è stato quello di non fidarsi di nessuno, nemmeno della sua stessa Zanpakutō, i due partono all'attacco l'uno dell'altro. A vincere però è Byakuya, poiché Koga non poté più ricorrere alla sua Zanpakutō. |                   |                |
| 253 | La vera identità di Muramasa rivelata 「明かされた村正の正体」 - Akasareta Muramasa no shōtai | 12 gennaio 2010   | 25 aprile 2022 |
| 253 | Dopo la sconfitta di Koga, Muramasa diventa instabile, avendo egli assorbito degli Hollow per sostentarsi senza un padrone. Molti Hollow fuoriescono dal suo corpo, ed egli assume una forma che ricorda un Arrancar. Nonostante il tentativo di Orihime di farlo rinsavire, Muramasa parte all'attacco. Ichigo riesce a colpirlo, col solo risultato però, di renderlo ancora più instabile e causandone la trasformazione in una massa sferica che ingloba anche lo Shinigami. In quel momento le Zanpakutō ritornano dai loro padroni e si uniscono alla lotta. |                   |                |
| 254 | Byakuya e Renji, la Sesta Compagnia ritorna 「白哉と恋次、六番隊再び」 - Byakuya to Renji, roku ban tai futatabi | 19 gennaio 2010   | 25 aprile 2022 |
| 254 | Le Zanpakutō, ora libere dal controllo mentale grazie a Mayuri Kurotsuchi, si battono a fianco dei loro padroni contro i Menos Grande che si stanno riversando sulla città di Karakura attraverso il vortice nel cielo creato da Muramasa. Nonostante i Menos siano molto numerosi, gli Shinigami, espandendo le loro energie spirituali, riescono a purificarne alcuni ed a respingere gli altri. Nel frattempo Byakuya, servendosi dell'energia accumulata dagli Shinigami, riesce a richiudere il vortice nel cielo. Intanto, nonostante gli sforzi di tutti, la massa sferica che ha inglobato Ichigo continua a crescere. |                   |                |
| 255 | Lo strano caso delle Zanpakuto: Finale 「終章・斬魄刀異聞篇」 - Shūshō·Zanpakutō Ibun Hen | 26 gennaio 2010   | 25 aprile 2022 |
| 255 | Mentre la sfera diventa sempre più instabile e gli Shinigami si battono con i Gillian, Ichigo affronta Muramasa all'interno della massa, che sta collassando per colpa degli Hollow assorbiti da quest'ultimo. Ichigo mette in dubbio la lealtà di Muramasa nei confronti di Koga affermando che egli non sappia cosa sia il legame tra una Zanpakutō ed il suo padrone. Ichigo sconfigge Muramasa, causando la fuoriuscita dei due dalla sfera. Muramasa muore rendendosi conto degli errori che ha commesso e Byakuya ringrazia Ichigo del suo aiuto. |                   |                |
| 256 | Byakuya irato! Il crollo dei Kuchiki 「怒りの白哉！朽木家崩壊」 - Ikari no Byakuya! Kuchiki-ka hōkai | 2 febbraio 2010   | 25 aprile 2022 |
| 256 | Mentre Byakuya permette ai suoi sottoposti di tenere una festa presso la sua residenza, due invasori irrompono sul posto. Uno dei due viene velocemente sconfitto da Sode no Shirayuki e Senbonzakura, che si sono materializzati, mentre l'altro fugge. Il Capitano Kurotsuchi si riferisce a loro col nome di "Spade Bestiali", cioè Zanpakutō che hanno ucciso i propri padroni. Rukia e Sode no Shirayuki attirano la Spada Bestiale che era fuggita e la sconfiggono assieme, con l'intenzione di studiarla per carpirne i segreti. I Capitani Ukitake e Kyoraku si dimostrano preoccupati per i recenti avvenimenti, considerando che il Sereitei è ancora in fase di ricostruzione. |                   |                |
| 257 | Un nuovo nemico! La vera identità delle Toju 「新たな敵！刀獣の正体」 - Arata na teki! Gatana-jū no shōtai | 9 febbraio 2010   | 25 aprile 2022 |
| 257 | Nel mondo dei vivi, Ichigo incontra una Spada Bestiale ed inizia a battersi con essa assieme a Hitsugaya ma questa, sopraffatta, decide di fuggire. Ukitake e Kyoraku ipotizzano che il numero delle Spade Bestiali sia almeno pari agli Shinigami morti durante la guerra e manifestano l'intenzione di riportarle alla loro forma di spada, nonostante il disinteresse di Mayuri. Intanto la Spada Bestiale, dopo aver assorbito un Hollow che l'aveva attaccata, sconfigge Rangiku, intervenuta per fermarla, ma viene disarmata da Ichigo, giunto sul posto. La Spada Bestiale spara dunque un Cero a Ichigo che viene salvato da Hitsugaya. Il capitano distrugge il nemico, osservando che le Spade Bestiali sono avversari più temibili di quel che pensasse. |                   |                |
| 258 | Il serpente smarrito e la scimmia sofferente 「迷子の蛇 受難の猿」 - Maigo no hebi, jyunan no zaru | 16 febbraio 2010  | 25 aprile 2022 |
| 258 | Renji e Zabimaru giungono nel mondo reale mentre inseguono una Spada Bestiale e il serpente e la scimmia si dividono per cercare il fuggitivo. Il serpente trova la Spada Bestiale e questa lo convince, prima di fuggire, che rimanere separato dalla scimmia sia la cosa migliore. Il serpente non riesce a concludere niente, essendo egli invisibile a tutti, finché non incontra Karin Kurosaki che, riuscendo a vederlo, lo porta a casa con sé. Mentre la scimmia dice a Renji di sentirsi sola senza il serpente, Ichigo torna a casa ed incontra proprio quest'ultimo. Il serpente, dopo aver appreso che Ichigo è uno Shinigami, fugge dalla casa ed incontra la Spada Bestiale con la quale si batte con successo finché essa non prende in ostaggio Karin. Prima che il serpente venga sconfitto sopraggiungono Renji e la scimmia che sconfiggono il suo avversario. Mentre Ichigo riporta Karin a casa convincendola che si è trattato solo di un sogno, Renji, la scimmia e il serpente fanno pace e ritornano alla Soul Society. |                   |                |
| 259 | Terrore! Il mostro in agguato sottoterra 「恐怖！地下に潜む怪物」 - Kyōfu! Chika ni hisomu kaibutsu | 23 febbraio 2010  | 25 aprile 2022 |
| 259 | Presso la casa della Quarta Brigata si verificano una serie di furti. Le tracce lasciate dal ladro conducono alle fogne e Kyoraku e Ukitake, sospettando che il responsabile possa essere una Spada Bestiale, decidono di mandare Ikkaku, Hozukimaru, Nanao, e Hanataro ad indagare. Dopo essere caduti in una trappola temporale, il gruppo viene scaraventato in una camera dove Ikkaku viene catturato da una calamaro gigante. Hozukimaru, Hanataro e Nanao vengono nuovamente scaraventati via e si ritrovano in quella che sembra una casa e ne catturano il padrone. Anche Ikkaku viene scaraventato sul posto ed il gruppo scopre che il calamaro è in realtà una Spada Bestiale. Gli attacchi di tutti sembrano inefficaci finché il padrone di casa sconfigge il mostro e spiega di chiamarsi Hisagomaru, confessa di essere il responsabile dei furti nonché lo spirito della Zanpakutō di Hanataro. All'uscita dalle fogne il gruppo si separa dallo spirito. |                   |                |
| 260 | Una resa dei conti?! Hisagi contro Kazeshini! 「決着！？檜佐木VS風死」 - Kecchaku!? Hisagi VS Kazeshini | 2 marzo 2010      | 25 aprile 2022 |
| 260 | Kazeshini attacca Hisagi mentre è in missione assieme a Ikkaku, Izuru Kira e Tetsuzaimon Iba. Dopo aver sconfitto la Spada Bestiale che cercavano gli Shinigami, Kazeshini riceve in affido da un uomo morente suo figlio. Kazeshini si affeziona al bambino al punto da rinunciare ad attaccare Hisagi quando lo sente piangere. Dopo aver sconfitto un'altra Spada Bestiale che aveva tentato di uccidere il bambino, Kazeshini affida quest'ultimo ad una donna che lo aveva protetto e si reca alla volta di Hisagi. Kazeshini affronta Hisagi ma, risentendo delle ferite subite difendendo il bambino, viene sconfitto e ritorna alla sua forma di normale Zanpakutō. |                   |                |
| 261 | Una persona dal potere ignoto, Orihime nel mirino! 「未知なる能力者！狙われた織姫」 - Michi naru nōryoku sha! Nera wa re ta Orihime | 9 marzo 2010      | 25 aprile 2022 |
| 261 | Mentre Ichigo, Rukia e Urahara sono alla ricerca di una Spada Bestiale che ha aggredito degli studenti, una ragazza di nome Kyoko Haida, dotata di poteri extra-sensoriali, si trasferisce al liceo di Karakura. Orihime vuole diventare amica della ragazza, ma apprende che Kyoko è restia a fidarsi perché è stata rifiutata dalla sua migliore amica dopo che ella aveva scoperto i suoi poteri. La Spada Bestiale si impossessa di Kyoko ma Ichigo, Rukia e Orihime sconfiggono l'avversario e la liberano. In seguito al suo salvataggio, Kyoko impara a fidarsi e diventa amica di Orihime. |                   |                |
| 262 | La tragica Toju e le lacrime di Haineko 「悲劇の刀獣！灰猫、号泣！」 - Higeki no Tōjū! Haineko, gōkyū! | 16 marzo 2010     | 25 aprile 2022 |
| 262 | Mentre è in missione con Rangiku, Haineko incontra un'altra Zanpakutō di nome Narunosuke, il cui padrone era un codardo, che si è unito alle Spade Bestiali per diventare più forte. Haineko diventa amica di Narunosuke, nonostante il parere avverso degli Shinigami che credono che presto anch'egli perderà il controllo. Rangiku decide di affrontare Narunosuke e Haineko cerca di fermarla ma quando Narunosuke perde il controllo Haineko è costretta ad ucciderlo. |                   |                |
| 263 | Imprigionamento?! Senbonzakura e Zabimaru 「幽閉？！千本桜＆蛇尾丸」 - Yūhei?! Senbonzakura & Zabimaru | 23 marzo 2010     | 25 aprile 2022 |
| 263 | Zabimaru e Senbonzakura riportano una Spada Bestiale che hanno catturato alla base della Dodicesima Brigata. Arrivati al centro di ricerca i tre rimangono accidentalmente intrappolati dal sistema di contenimento intrusi. Ashisogi Jizō arriva sul posto e tenta di liberare le altre Zanpakutō. Il solo Bankai di Senbonzakura riesce ad abbattere la barriera ma non a liberare del tutto il trio, così Ashisogi Jizō e Zabimaru si uniscono a lui riuscendo a liberarsi ma distruggendo il laboratorio nel processo e causando l'ira di Renji e Mayuri. |                   |                |
| 264 | Battaglia fra donne?! Katen Kyokotsu vs Nanao! 「女の戦い？花天狂骨vs七緒！」 - Onna no tatakai? Katen Kyōkotsu VS Nanao! | 30 marzo 2010     | 25 aprile 2022 |
| 264 | Nanao decide di fare amicizia con lo spirito della Zanpakutō di Kyōraku, Katen Kyokotsu. Come lo spirito di Zabimaru anche quello di Katen Kyokotsu è composto da due parti, una ragazza più piccola ed una donna più grande. Mentre quest'ultima sorseggia sakè assieme al suo padrone, Nanao e la ragazza più giovane diventano amiche guardando sbocciare i fiori nel giardino all'esterno. |                   |                |
| 265 | Evoluzione?! La minaccia dell'ultima Toju! 「進化！？最後の刀獣の驚異」 - Shinka?! Saigo no tou-jū no kyoui | 6 aprile 2010     | 25 aprile 2022 |
| 265 | Mentre gli spiriti delle Zanpakutō si battono con una Spada Bestiale, un flashback mostra gli eventi che hanno portato a questa battaglia. Mentre Kazeshini sta affrontando una Spada Bestiale essa improvvisamente ritorna allo stato di semplice spada. Più tardi, Kazeshini, Zabimaru, Hōzukimaru e Ruri-iro Kujaku scoprono che le Spade Bestiali possono mantenere la loro forma solo finché non esauriscono l'energia spirituale e che c'è una Spada Bestiale che ruba l'energia spirituale per evitare di tornare alla sua forma originale. Le Zanpakutō decidono allora di occuparsi della suddetta Spada Bestiale per proteggere i loro padroni. |                   |                |

## DVD

### Giappone
Gli episodi della tredicesima stagione di Bleach sono stati distribuiti in Giappone anche tramite DVD, quattro o cinque per disco, da maggio 2010 a gennaio 2011.
| N° | Data              | Dischi | Episodi |
| -- | ----------------- | ------ | ------- |
| 1  | 26 maggio 2010    | 1      | 230-233 |
| 2  | 23 giugno 2010    | 1      | 234-237 |
| 3  | 21 luglio 2010    | 1      | 238-241 |
| 4  | 25 agosto 2010    | 1      | 242-245 |
| 5  | 22 settembre 2010 | 1      | 246-249 |
| 6  | 27 ottobre 2010   | 1      | 250-253 |
| 7  | 24 novembre 2010  | 1      | 254-257 |
| 8  | 15 dicembre 2010  | 1      | 258-261 |
| 9  | 26 gennaio 2011   | 1      | 262-265 |